# Erwin Schrott
Erwin Schrott (Montevideo, 21 dicembre 1972) è un basso-baritono uruguaiano.

## Biografia
Ha debuttato a Montevideo all'età di 22 anni, cantando Roucher in Andrea Chénier. Al Teatro Municipal di Santiago è stato Timur in Turandot, Colline in La bohème, Sparafucile in Rigoletto e Ramfis in Aida. In seguito ha vinto una borsa di studio per studiare in Italia con Franca Mattiucci.
Nel 1998 ha vinto il primo premio (cantante maschile) e il premio del pubblico al concorso Operalia, successo che lo ha definitivamente lanciato sulla scena internazionale.
Tra i teatri dove si è esibito in ruoli principali ricordiamo tra gli altri l'Opera di Stato di Vienna (Banquo in Macbeth, Leporello in Don Giovanni, protagonista ne Le nozze di Figaro), il Teatro Alla Scala (protagonista in Don Giovanni, Pharaon in Moïse et Pharaon, Escamillo in Carmen), il Metropolitan di New York (Colline in La bohème, Escamillo in Carmen, protagonista in Don Giovanni e Le nozze di Figaro), la Royal Opera House (Leporello in Don Giovanni, protagonista in Le nozze di Figaro e Don Giovanni), Teatro dell'Opera di Roma, Teatro Real, Gran Teatre del Liceu, Teatro Colón, Opéra national de Paris, Théâtre des Champs-Élysées, Opéra La Monnaie, San Francisco Opera, Opera Nazionale di Washington, Boston Lyric Opera, Opernhaus Zürich, Teatro reale danese, Teatro dell'Opera di Stato ungherese e il  Festival di Salisburgo, Arena Opera Festival, Maggio Musicale Fiorentino, Rossini Opera Festival.
Sul palco ha affiancato artisti quali Anna Netrebko, Plácido Domingo, Elīna Garanča, Jonas Kaufmann, con direttori d'orchestra come Riccardo Muti, Antonio Pappano, Franz Welser-Möst e Daniele Rustioni.
Nel 2012 ha vinto un Echo Klassik Award per l'album Rojotango.
Ha inciso per importanti case discografiche (Decca, Naxos, Warner Music, EMI).

### Vita privata
Fino al 2013 Schrott è stato legato ad Anna Netrebko: i due hanno avuto un figlio, Tiago Aruã, nato a Vienna il 5 settembre 2008.

## Repertorio
- Bellini: Sir Giorgio e Riccardo Forth in I puritani
- Bellini: Rodolfo in La sonnambula
- Berlioz: Mefistofele in La damnation de Faust
- Berlioz: Narbal in Les Troyens
- Bizet: Escamillo in Carmen
- Boito: Mefistofele in Mefistofele
- Donizetti: Dulcamara in L’elisir d’amore
- Donizetti: Enrico VIII. in Anna Bolena
- Donizetti: Don Alfonso in Lucrezia Borgia
- Donizetti: Don Pasquale in Don Pasquale
- Gounod: Mephistopheles in Faust
- Mozart: Figaro e il Conte Almaviva in Le nozze di Figaro
- Mozart: Don Giovanni e Leporello in Don Giovanni
- Offenbach: Lindorf/Coppélius/Miracle in I racconti di Hoffmann
- Ponchielli: Alvise Badoero in La Gioconda
- Puccini: Scarpia in Tosca
- Puccini: Colline in La bohème
- Puccini: Timur in Turandot
- Rossini: Alidoro in La Cenerentola
- Rossini: Pharaon in Moïse et Pharaon
- Rossini: Selim in Il turco in Italia
- Rossini: Lindoro in L’italiana in Algeri
- Verdi: Banco in Macbeth
- Verdi: Ramfis in Aida
- Verdi: Procida in I vespri siciliani
- Verdi: Attila in Attila
- Verdi: Pagano in I Lombardi alla prima crociata

## Discografia
- 2002 - L'elisir d'amore (Dulcamara) Macerata Opera Festival - Niels Muus (Rai Trade DVD & CD)
- 2003 - Moïse et Pharaon (Pharaon) Teatro alla Scala - Riccardo Muti (TDK DVD)
- 2008 - Le nozze di Figaro (Mozart) Royal Opera House - Antonio Pappano (Opus Arte, DVD & Blu-ray)
- 2008 - Arias by Mozart, Verdi, Berlioz, Gounod & Meyerbeer - Orquestra de la Comunitat Valenciana, Riccardo Frizza (Decca)
- 2009 - Le nozze di Figaro (Mozart) Opernhaus Zürich - Franz Welser-Möst (EMI)
- 2010 - Don Giovanni (Mozart) Salzburg Festival - Bertrand de Billy (Naxos Germany, DVD)
- 2011 - Rojotango - Pablo Ziegler (Sony Classical)
- 2012 - Arias - Daniele Rustioni (Sony Classical)
- 2013 - Don Giovanni (Mozart) Festspielhaus Baden-Baden - Thomas Hengelbrock (Sony Classical, DVD & Blu-ray)
- 2015 - Les Vêpres Siciliennes (Verdi) Royal Opera House, London - Antonio Pappano (Warner Music Group, DVD & Blu-ray)